# Washington at Valley Forge
Washington at Valley Forge est un film muet américain réalisé par Francis Ford et sorti en 1914.

## Fiche technique
- Réalisation : Francis Ford
- Scénario : Grace Cunard, Francis Ford
- Durée : 40 minutes
- Date de sortie : États-Unis : 30 mars 1914

## Distribution
- Francis Ford : l'espion
- Grace Cunard : Betty
- Harry Schumm : le frère de Betty
- Pedro León : George Washington
- Ernest Shields : Lafayette
- Harry Edmondson : l'aubergiste